# 伊﨑央登
伊﨑 央登（いざき ひさと、1984年5月17日 - ）は、日本の俳優。大阪府岸和田市出身。
4人組ダンスユニットFLAME（2010年解散）のメンバーだった。2010年4月30日まではヴィジョンファクトリー所属→グロリアスクリエーションズ→Soymilk Management。
双子の兄は伊﨑右典。

## 来歴
- 2000年、第13回ジュノン・スーパーボーイ・コンテストで審査員特別賞を受賞。
- 2001年、グランプリの右典らと4人でFLAMEを結成しデビュー。
- 2004年、映画『デビルマン』で演技未経験ながら主演に抜擢される[2]。
- 2011年、Daybreakersとしてコラボレーションアルバムに参加。
- 2013年3月、旧FLAMEメンバーと共にEMALF結成を発表。
- TEAM-ODACのいとう大樹と共に舞台のプロデュースを行う。（EMALFの活動参照）
- カモンジョック!の大河内基樹らと共に、「YES WE CAN!」というイベントを主催している。

## 出演

### 舞台
- ZIPANG〜遙かなる道〜（2008年 - 2009年、新宿コマ劇場、シアターBRAVA!） - 鬼熊道士 役
- K（2009年2月25日 - 3月5日、赤坂ACTシアター/新神戸オリエンタル劇場） - 野上空也 役
- DHE@stageプロデュース公演「Love Musical」（2009年9月5日、赤坂レッドシアター） - 日替わりゲスト
- ふしぎ遊戯〜朱雀編〜（2011年3月30日 - 4月3日、シアターサンモール） - 翼宿 役
- ロイヤルホ☆ト（2011年5月23日 - 30日、六行会ホール） - 浩二 役
- Motion Rock Opera 「Life pathfinder 2011 Tour to the end.」（2011年8月25日 - 28日、新国立劇場 小劇場） - 耳のない蝙蝠 役
- FRONT LINE mission 2：The Shining（2011年11月30日 - 12月3日、博品館劇場） - 各務公輝 役
- 逆境ナイン（2012年6月2日 - 10日、シアターグリーン BIG TREE THEATER） - ハギワラ・リョウ 役
- 浮遊するfitしない者達（2012年7月26日 - 30日、紀伊國屋ホール） - 天使 役
- 真田十勇士 カッコ良くなきゃ死ぬだけさ（2012年9月21日 - 22日、サンケイホールブリーゼ/9月29日 - 10月8日、全労済ホール スペース・ゼロ） - 三好入道伊三 役
- 世界は僕のCUBEで造られる（2012年11月20日 - 26日、吉祥寺シアター） - 僕 役（主演）
- 人狼ゲーム（2012年12月5日・7日、CBGKシブゲキ!!）
- フューチャーブラザーズ（2013年9月4日 - 8日、中野ザ・ポケット） - 雨宮風太 役
- BLACK10（2014年2月5 - 9日、全労済ホール スペース・ゼロ） - 桐山信行 役
- 真っ白な図面とタイムマシン（2014年3月8日 - 16日、青山円形劇場）
  - 真っ白な図面とタイムマシン（再演）（2015年8月26日 - 31日、紀伊国屋ホール）
- 僕らの深夜高速（2014年11月20 - 24日、草月ホール） - 前川昌彦 役
- MOON&DAY〜うちのタマ知りませんか?〜（2015年5月2日 - 6日、全労済ホール スペース・ゼロ） - 野田ぜんじ 役
  - MOON&DAY〜うちのタマ知りませんか?〜（再演）（2016年9月7日 - 11日、草月ホール） - 倉持よしお 役
  - MOON&DAY〜うちのタマ知りませんか?〜人狼を探せ! 3丁目のとある一日〜（2017年4月12日 - 16日、新宿村LIVE） - 野田ぜんじ 役
- HOME〜魔女とブリキの勇者たち〜（2015年11月18日 - 23日、草月ホール） - 小出直文 役
- 小さな結婚式〜いつか、いい風は吹く〜（2016年4月6日 - 10日、紀伊國屋ホール）
- The Red Moon Night〜月が飛ぶ夜〜（2017年2月22日 - 26日、新宿村LIVE） - ハヤシ 役
- 岸和田少年愚連隊〜あの頃のハートは今もある～(2017年9月27日-10月1日  、 全労済ホール／スペース・ゼロ) - チュンバ 役
- 岸和田少年愚連隊〜あの頃のハートは今もある〜2020年 秋の陣(2020年11月14日23日、 こくみん共済 coop ホール／スペース・ゼロ) - チュンバ 役
- いつかA列車に乗って（2021年12月9日 - 11日、文化放送メディアプラスホール/12月15日 - 17日、心斎橋PARCO SPACE 14）
- 舞台『MARGINAL#4』 BIG BANG STAGE（2022年2月23日 - 27日、ヒューリックホール東京） - 張皐月 役[3]
- 舞台・破天荒フェニックス～いつだって始まっている～（2022年6月1日 - 5日、 シアターサンモール）- 田中修治 役　(主演)
- 舞台・破天荒フェニックス　再演（2022年12月7日 - 11日、 俳優座劇場）- 田中修治 役　(主演)
- 最果てリストランテ (2023年10月6日 - ９日、労音大久保会館アールズアートコート)  - 新田聖 役
- 舞台・破天荒フェニックス（2024年12月18日 - 22日、 銀座博品館劇場）- 田中修治 役　(主演)

### テレビドラマ
- 中学生日記（2003年5月 NHK）
- VISION CAST 5分ドラマ『はじめが肝心』 - 省吾の陰 役
- VISION CAST 5分ドラマ『6番目のプロフィール』 - 平山大河 役
- VISION CAST 5分ドラマ『FLOWERS 〜恋の使者〜』 - 健史 役
- ROOKIES（2008年5月3日、TBS） - 弓長 役
- ハンチョウ〜神南署安積班〜 第2シリーズ 第2話（2010年1月18日、TBS）- カヌマハヤト 役
- ろくでなしBLUES（2011年7月 - 9月、日本テレビ） - 原田成吉 役

### 映画
- デビルマン（2004年） - 不動明（デビルマン） 役（主演）
- クローズZERO（2007年） - 三上豪（極悪ツインズ2号） 役
- クローズZERO II（2009年） - 三上豪（極悪ツインズ2号） 役
- ROOKIES -卒業-（2009年） - 弓長 役
- ランディーズ（2009年） - 武史 役
- ガチバンMAXIMUM（2011年）
- 脳男（2013年）
- バトル・オブ・ヒロミくん! The High School SAMURAI BOY（2013年）
- SAVAGE　獲るのは誰だ？ (2024年)　- 銀次 役

### Vシネマ
- ハイエナ（2013年5月、オールイン） - 主演・岩崎晃一(ニコニコ金融) 役
- レジェンド 最凶覚醒（2015年5月、MAGICAL TV） - 鬼頭快 役
- 首領（2020年） -  萬田組系組員 役
- 日本統一45・46 (2021年) - 尾道 テキヤ大場一家 実子→博徒 大場組 大場信二 役

### バラエティ番組
- ディズニー365（2007年 - 2008年、ディズニー・チャンネル）
- 今夜もドル箱（2011年、テレビ東京）

### インターネット配信
- 聖エクレール学園〜男子部〜（2011年4月・9月、DMM Live Talk）
- 滝口幸広&佐藤永典のテキパキいこーぜ!（2011年5月、あっ!とおどろく放送局）
- BACS TV〜美男!イケメンガチンコバトル!〜（2012年4月・10月、あっ!とおどろく放送局）
- 生男ch 番外合同公開放送〜「FRAG」&「逆境ナイン」〜（2012年5月、ニコニコ動画スターちゃんねる）
- ASSH ch（2012年10月・11月、@TV）
- 生男ch 番外合同公開放送〜「世界は僕のCUBEで造られる」＆「裏僕3」〜（2012年11月、ニコニコ生放送）
- YES WE CAN! TV（2013年11月 - 、ニコニコ生放送）
- ブサイクキングダム（2014年10月、Ameba Studio）

### ラジオ
- へっぷしょんファイブ（2002年7月 - 2003年9月、MBSラジオ）
- ゴチャ・まぜっ!水曜日（2007年10月 - 2008年10月、MBSラジオ）
- イマドキッ日曜日（2008年10月 - 2009年4月、MBSラジオ）
- やきぐりバンバン コンマ4〜怪しい話（2009年4月 - 10月、MBSラジオ）

### イベント
- IZ with FAMILY & GC 〜10th Anniversary〜（2011年12月18日、代官山LOOP）
- Return To ZERO〜何かを失ってしまった人々へ〜（2012年1月21日、CLUB CITTA'） ※Daybreakersとしての出演
- 神戸コレクション（2012年3月10日、神戸ワールド記念ホール） - シークレットゲスト
- Music Complex ＠ 川崎（仮）（2012年3月26日、CLUB CITTA'）
- IZ with FAMILY & GC VOL.2〜Happy Birthday〜（2012年5月20日、スペースシャワーTVザ・ダイナー）
- 即興芝居イベント『Action Vol.4〜逆境ナインSP〜』（2012年5月25日、TOKYO FM HALL）
- Rico 1st Single 「Never End」 Release Party（2013年3月2日、Shibuya O-WEST）
- YES WE CAN!（2013年11月16日、渋谷Duo）
- YES WE CAN! Next（2014年1月25日、以心伝心）
- YES WE CAN！2014 Spring（2014年6月6日、東京キネマ倶楽部）
- Soymilk present’s「SOY-BEANs」Phrase#2〜僕らのバレンタイン〜（2015年2月11日、ザ☆キッチンNAKANO）

### CM
- mobaito.com（2006年、グッドウィル）